# ハザーラ人

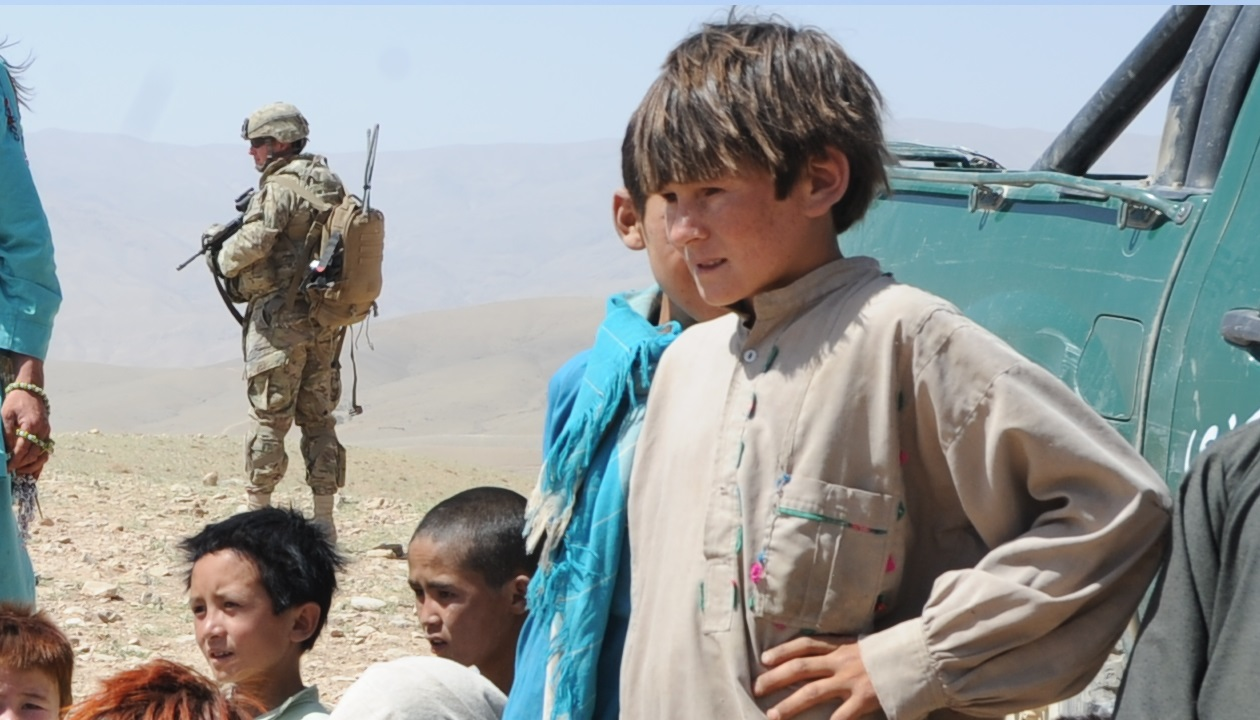
ハザーラ人の少年

ハザーラ（ハザラ語：آزره）は、アフガニスタンにおける主要な民族集団の一つであり、国内のあらゆる地域や都市に居住している。彼らの主な居住地はアフガニスタン中部に位置する「ハザーラスタン（ハザラージャート）」と呼ばれる地域である。また、イランやパキスタンにも多数のハザーラ人が少数派として生活している。ハザーラ人はペルシア語のダリー方言（ダリー語）やハザラ語を話す。
ハザーラ人は、「アフガニスタン」という国の成立以来、最も迫害されてきた民族集団の一つとされている。

## 概要
アフガニスタンにおけるハザーラ人は、主要で活発な民族グループの一つで、外見的特徴は、黄色人種と中央アジア人種の混合である。彼らの大多数はシーア派イマーム派のムスリムであり、シーア派イスマーイール派やスンナ派の主要な少数派も存在する。ハザーラ人は、民族、言語、宗教におけるアイデンティティの違いによって、パシュトゥーン人やタジク人など他の民族グループから差別と排除を受けてきた。
1978年から続くアフガニスタン紛争で同国の治安や生活状況が悪化したうえ、スンナ派系の過激派組織であるターリバーンが台頭すると迫害が深刻化した。このためシーア派国家イランやヨーロッパに、難民として亡命する者も多い。2016年時点でイラン政府が難民として滞在を認めているアフガニスタン人は約95万人だが、不法入国を含めると250万～300万人程度のアフガニスタン人がイランに滞在しているとみられ、この中にはハザーラ人も多い。
2019年4月12日、パキスタン、バルチスタン州のクエッタでハザーラ人を標的とした自爆テロが発生。20人以上が死亡、48人が負傷した。パキスタン・ターリバーン運動の一派が、シーア派を対象にテロ攻撃を続けているラシュカレ・ジャングビと共同で行ったと述べた。
ターリバーンが爆破したバーミヤンの石仏は、彼らの居住地域にある。2002年から2004年にかけて駐日アフガニスタン臨時代理大使を務めたモハンマド・ヌール・アクバリーは、ハザーラ人である。

## ルーツ
ハザーラ人のルーツはモンゴル系民族とされ、モンゴロイドの血が濃い。現在の言語系統は印欧語族ペルシャ語系のダリー語に交替しており、イラン国内で会話ができる。遺伝的には、モンゴロイド系ハプログループC2 (Y染色体)が40％（10/25）、コーカソイド系ハプログループR1a (Y染色体)が32％(8/25)みられる。